# ФК Вучје
ФК Вучје је фудбалски клуб из Вучја код Лесковца, Србија и тренутно се такмичи у Јабланичкој окружној лиги у фудбалу, петом такмичарском нивоу српског фудбала. Боја опреме је плаво-бела.

## Историја
Клуб је основан 1945. године.